# Perché il sesso è divertente?
(Jared Diamond)
Perché il sesso è divertente? (Why Is Sex Fun?: The Evolution of Human Sexuality) è un saggio di Jared Diamond, originariamente pubblicato in lingua inglese nel 1997 e tradotto in italiano da Laura Montixi Comoglio per la Sansoni di Firenze nel 1998, con il titolo L'evoluzione della sessualità umana, quindi ristampato da BUR Rizzoli di Milano nel 2006 con il titolo definitivo.

## Trama
Il libro tratta - in parte riprendendo argomenti che possiamo ritrovare nel precedente Il terzo scimpanzé. Ascesa e caduta del primate Homo sapiens - lo sviluppo, in chiave di evoluzione, della sessualità umana. L'autore affronta alcuni aspetti peculiari della sessualità umana, ad esempio perché l'ovulazione non è palese nelle femmine della nostra specie, a differenza di quanto avviene in quasi tutti gli animali. La tesi fondamentale dell'opera è che i comportamenti sessuali siano direttamente influenzati da meccanismi competitivi, che si sono affinati evolutivamente allo scopo di migliorare la probabilità di trasmettere i propri geni.

## Capitolo per capitolo
1. L'animale con la più singolare vita sociale
2. La guerra dei sessi
3. Perché gli uomini non allattano i loro figli?
4. Un momento sbagliato per fare l'amore
5. A che servono gli uomini?
6. Ottenere di più facendo di meno
7. Onesta reclamizzazione

## Edizioni
- Jared Diamond, L'evoluzione della sessualità umana, traduzione di Laura Montixi Comoglio, Biblioteca scientifica, Sansoni, 1998,  p. 173, ISBN 88-383-8007-4.
- Jared Diamond, Perché il sesso è divertente?, traduzione di Laura Montixi Comoglio, BUR Biblioteca Univ. Rizzoli, 2006,  p. 192, ISBN 88-17-01352-8.